# WeltWald Harz

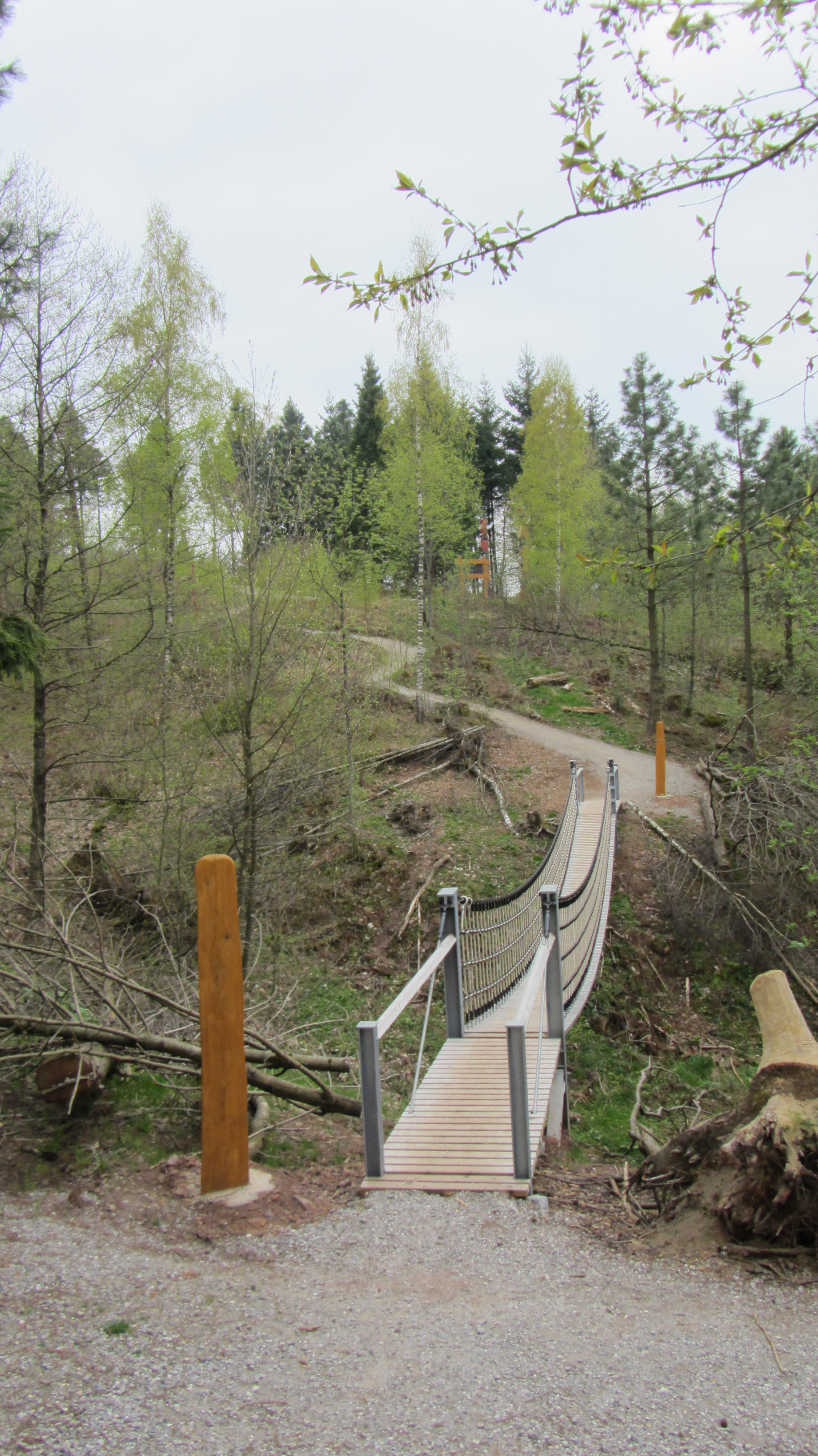
Hängebrücke im WeltWald Harz (Erlebnispfad)

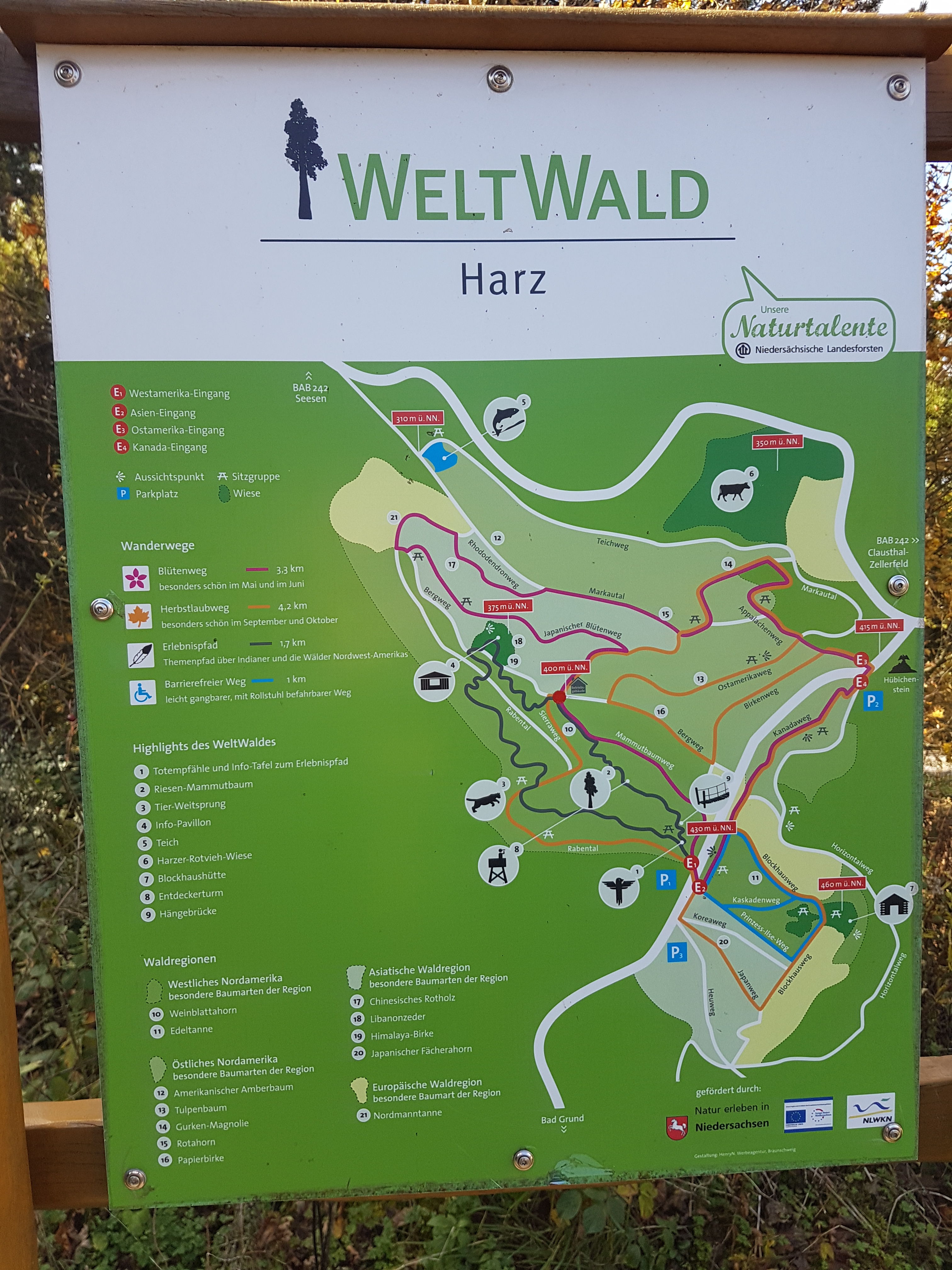
Karte

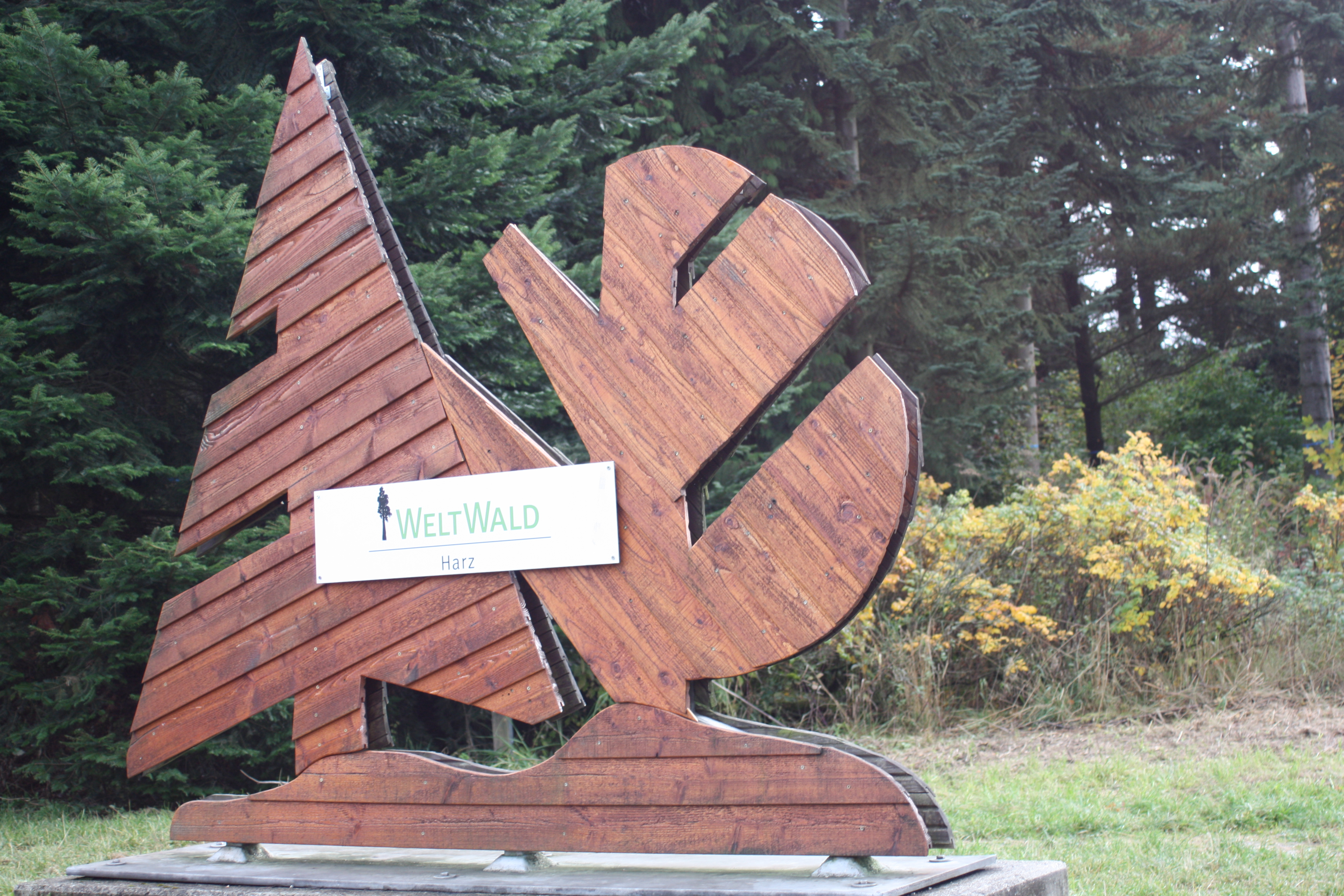
Weltwald Harz

Der WeltWald Harz (bis 2009: Arboretum Bad Grund) ist ein Arboretum am Nordwestrand des Harzes bei Bad Grund (Landkreis Göttingen, Niedersachsen). Er besteht seit 1975. Verantwortlich ist das zu den Niedersächsischen Landesforsten gehörende Forstamt Riefensbeek. Auf dem Gebiet um die Stadt Bad Grund wurden auf einer Fläche von etwa 100 ha 285 Baum- und 238 Straucharten aus verschiedenen Wäldern der gemäßigten Klimazone angepflanzt und bewirtschaftet. Insgesamt befinden sich hier 113.000 Gehölze.

## Konzeption
Ziel der Niedersächsischen Landesforsten ist es, die Angepasstheit an das hiesige Klima und Wuchseigenschaften dieser fremdländischen Baumarten zu untersuchen. Damit sollen die Standortsansprüche dieser Baumarten für spätere Anbauversuche bestimmt werden. Bei der Anlage des Arboretums wurde speziell darauf geachtet, dass keine instabilen Reinbestände angelegt werden, sondern jeweils ganze Waldgesellschaften aus den einzelnen Klimaregionen mit dem kompletten Baum- und Strauchartenspektrum gepflanzt werden.
Um ein genaues Bild über die Entwicklung der Bäume zu haben, sind sie in ein langfristig konzipiertes Beobachtungs- und Messschema einbezogen. Dabei wird die Höhe alle fünf Jahre ermittelt. Weiterhin werden verschiedene biotische und abiotische Schäden erfasst und die pflanzenspezifischen Abläufe im Jahresverlauf festgehalten. Um eine spätere Eignung als Wirtschaftsbaumarten zu prüfen, werden auch ständig pflegende Holzentnahmen in den einzelnen Waldgesellschaften durchgeführt.

## Standort
Das Arboretum gehört geologisch zum Oberharz. Der südliche und westliche Teil befinden sich in der aus Grauwacke und Tonschiefer der Karbonzeit bestehenden Clausthaler Kulmfaltzone. Der nordöstliche Teil liegt im Gebiet des Riffkalkblockes des Iberg-Komplexes. Aus den geologischen Ausgangsmaterialien haben sich überwiegend basenarme, schluffige und lehmige Silikatverwitterungsböden entwickelt. Der Wasserhaushalt reicht von mäßig bis ziemlich frisch. Die Nährstoffversorgung schwankt zwischen mäßig bis ziemlich gut. 
Das Arboretum liegt im Übergangsbereich von der submontanen zur montanen Höhenstufe zwischen 305 und 448 m ü. NHN. Die potentiell natürliche Waldgesellschaft wäre der Hainsimsen-Buchenwald. Die Exposition des Geländes reicht von 0 bis 30 Grad. Die mittlere Temperatur liegt bei 7,5 °C. Der mittlere Niederschlag beträgt im Jahr 1070 mm. Dabei entfallen 308 mm auf die Hauptvegetationszeit.

## Sonstiges
Der WeltWald Harz bietet dem Besucher neben den vielfältigen Waldgesellschaften auch verschiedene Sonderveranstaltungen. In der Adventszeit werden Schnittgrün und Weihnachtsbäume aus dem Gebiet angeboten.
Zweimal im Jahr findet auf den Flächen des Arboretums ein internationaler Nordic-Walking-Lauf statt. Für die genaue Terminabsprache steht das Niedersächsische Forstamt Riefensbeek zur Verfügung. Das Forstamt ist auch für die Organisation von Führungen zuständig, beispielsweise zur Zeit des Indian Summers im Herbst oder zur Rhododendrenblüte im Frühjahr.
Der im Frühjahr 2012 neu eingerichtete Erlebnispfad Wälder Nordamerikas – Heimat der Indianer (Indianerpfad; 1,7 km) informiert über die höchsten Bäume der Welt und das Leben der Indianer.
2024 soll der rund 11 Kilometer lange Douglasien-Rundweg eröffnet werden. Der neue Erlebnispfad ist seit 2018 entstanden und befindet sich im Markautal im Nordamerikateil des Weltwaldes.
Eine im Arboretum stehende Hütte ist als Nr. 129 in das System der Stempelstellen der Harzer Wandernadel einbezogen.